# 電位治療器
電位治療器（でんいちりょうき）は、交流電界または直流電界の中に人体を置くことで治療を行う医療機器。医家向け（業務用）と家庭用が存在する。

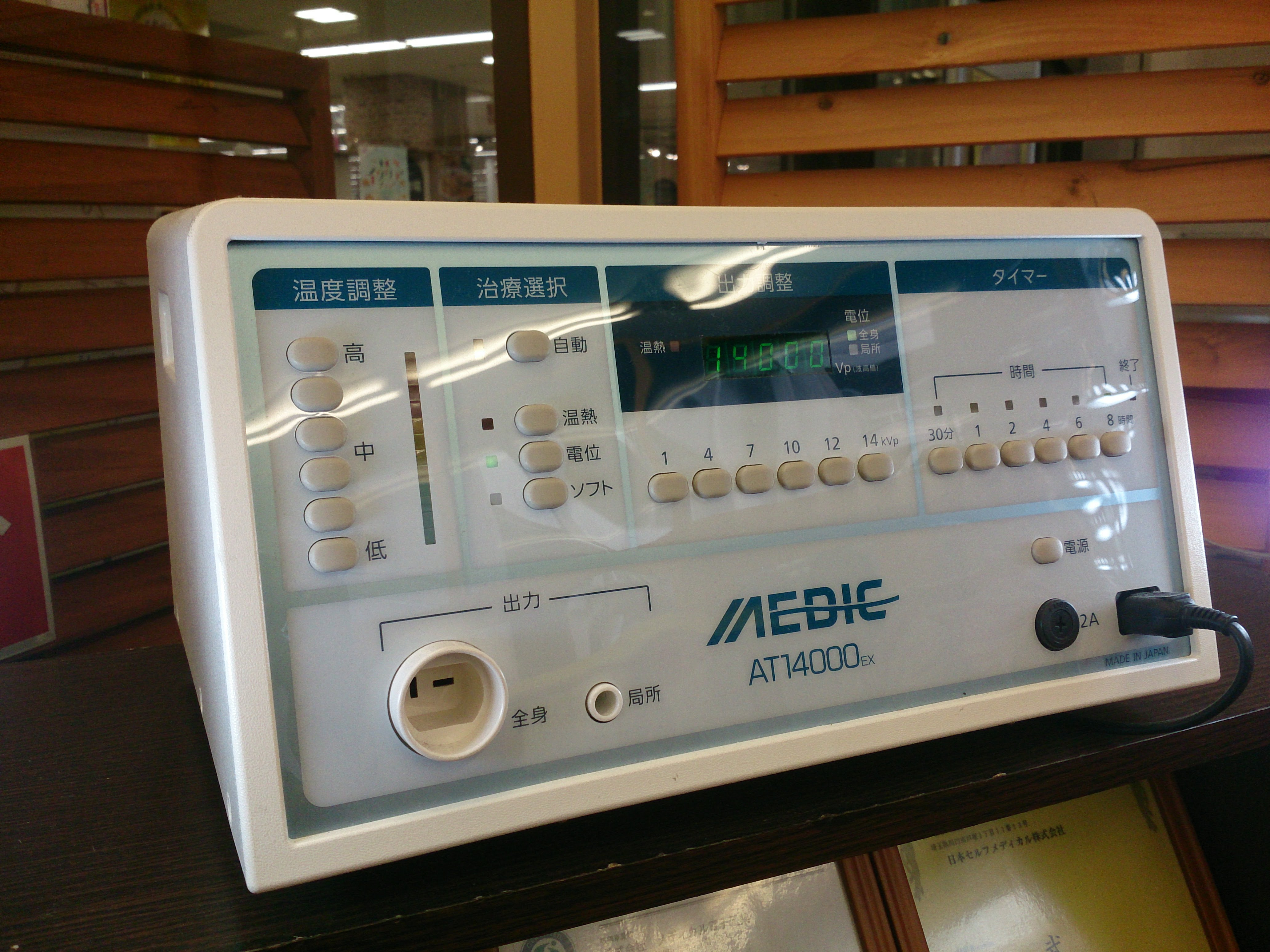
メディカル電子工業が製造した装置

## 歴史
電位治療器は、日本人の医学者で発明家の原敏之が「高圧送電線下に結核患者がいない｣｢農作物の収穫量も多い」というドイツの医学雑誌の紹介をもとに、電場が人間の身体に良い影響を与えるのではないかと考え、1928年に｢高周波超高圧の電位負荷を利用した治療器｣（高圧電位負荷）を世界で初めて開発したのが原型とされている。
その後、現在のような低周波で変動する電場による電位治療器が当時の厚生省によって｢医療機器｣として承認を受け、現在に至っている。
1963年、先発メーカーである白寿生科学研究所により電位治療器「ヘルストロン」が発売され、その後は、ヘルス社「パワーヘルス」と「コスモトロン」、ドクタートロン社「ドクタートロン」、エヌエスジー社「トランセイバー健寿」、バイオトロン社「ビーオス」、日本セルフメディカル社「メディック」、ココロカ社「リブマックス」、プロメイト社「プロメイト」、RIN社｢アクセス｣が相次いで発売された。
現在においては十数社から30数社の各社製品が製造元の販売代理店によって流通している。また、福祉施設にも設置されている物も見受けられる。2020年代は管理医療機器の高圧電位治療器が各社の主力商品である。
また、高圧電位治療器とは別のシリーズとして太陽放射線の人体への影響についての研究をヒントに、1940年に東邦大学の高田蒔らにより考案された低電圧の負電位負荷による電位治療器がある。
開発が進むにつれて低周波、温熱など別の機能を組合せた独自の治療器も市販されているが、あくまで電位治療の場合は薬機法で認められた効果しか謳うことができない。
2000年代以降は日本での承認と使用状況の信用によって、国外の台湾、中国、香港などアジア諸国の一部でも製造販売されている。

## 原理
身体を周辺環境に対して高電位にすることで、発生する電界により治療効果を発揮するものである。高電位を維持するために使われる電流はごく微量であり、人体への悪い影響はないとしている。使用によって、血液の電解質に変化があるという研究結果も確認できる。
ほか、強電場処置によるBDNFの増加は、記憶力の向上や虚血耐性の誘導、抗うつ作用、抗肥満作用などが得られるという報告がある。 BDNFとは、脳由来神経栄養因子と呼ばれるたんぱく質の一種で、神経細胞の成長や再生を促す物質として知られている。セロトニンなどの脳内伝達物質の前駆物質とも関係がある。BDNFへの着目は2008年の時点で最新の研究としているが、初期的な動物実験の段階としている。
記憶力の向上などは新たな治療器の開発が必要であり、現行の電位治療器に効果があるわけではない。
また、仮骨形成を促進したり、肉芽形成・コラーゲン合成を促進するという研究がある。これは、強電場がカルシウムレセプターを介して細胞内カルシウム動態を変化させた結果、ストレス応答に関連した内分泌系及び代謝系に影響してストレス軽減が疼痛改善を示すと報告している。ELF電界のヒト体毛に働く電気力の影響が感覚受容器を刺激するという研究があり、これが血流に影響するという説もある。
GLPが策定される以前にも、各種の動物実験や臨床研究が行われている。
中でも特筆されるのは、1968年に行われたモントリオール大学実験医学研究所のハンス・セリエ研究室から派遣されたパク・ウンス（朴応秀)研究員と開発メーカーとの共同研究で、7800匹にのぼるマウス・ラットを用い、人工的な心筋硬化症を起こして（高電場への暴露ではなく）直接通電をした場合としなかった場合の比較観察した研究がある。
生殖機能や妊娠についての研究については、電界によってオスのマウスの生殖活動が盛んになるという研究が公表されている。医薬品医療機器の国際ハーモナイゼーション時代においては、西欧や北米の基準による安全性・有効性の検証や評価の必要性も重要であると言われている。近年のドイツでは、建築生物学（バウビオロギー）において、電界（低周波電界を含む）の生体への悪影響が指摘されている。

## 効果・効能
管理医療機器である｢電位治療器｣の認証基準に適合する製品に対して、薬機法の認証内容として、頭痛・肩こり・不眠症・慢性便秘の緩解が効果・効能として認められている。このため、製造元や代理店が体験や販売の場となる体験会場などで薬機法の認証内容を超える効果・効能が得られることを消費者側に説明することは薬機法で禁止されている。
緩解とは全治とまでは言えないが、1時的に病状が治まっておだやかであること、症状が一時的または継続的に好転または消失することである。

## 付加機能
低周波治療器、温熱治療器、超短波治療器、温灸器などと組み合わせた機器もある。

## 副反応
一般的に製造メーカーや販売代理店は、薬害のような副作用はないと説明している。
体験型ショールームやプロモーション会場と呼ばれる体験会場では、｢好転反応｣（医学用語：瞑眩）として薬機法に明記されていない｢効果・効能｣が説明されることがある。セールストークの中では電位治療器における好転反応として「痛み、痺れ、かゆみ、眠気、皮膚炎、もみ返し、湯あたり」の症状が発生すると説明することがあるが、薬機法に明記されていない諸症状が電位治療器によって発生することを謳うのは誇大広告に当たるため、｢日本ホームヘルス機器協会｣の適正広告基準ガイドラインでは不適切な参考例として記載されている。

## 使用上の注意
医療上の注意事項については、業界団体の日本ホームヘルス機器協会の公式サイトで「家庭用電位治療器の禁忌事項の自主基準」として掲載公表されている。
- 「危険」とする禁忌事項として

ペースメーカ、植込み型細動器などの電磁障害の影響を受けやすい体内植込み型医用電気機器。
心電計などの装着形の医用電気機器。
これらとの併用は、誤作動を招く恐れがあるので使用しない。
心臓病と診断され、日常の過激な運動を制限されている人は使用しない。
- 「注意」とする禁忌事項として

身体に異常を感じたときには、使用を直ちに中止する。
導子が濡れている場合には使用しない。治療中の人に外部の人と触れてはいけない。
- 次の人は、使用前に医師に相談すること。

悪性腫瘍のある人。心臓に障害のある人。妊娠初期の不安定期又は出産直後の人。体温38℃以上（有熱期）の人。安静を必要とする人。脊椎の骨折、ねんざ、肉離れなど、急性疼痛性疾患。糖尿病などによる高度の末梢循環障害による知覚障害のある人。温度感覚喪失が認められる人（電熱装置を持つ機器に限る）。
- 1時間を超えるタイマを使用する場合は、前項に加える。

高血圧の人。不整脈のある人。睡眠時無呼吸症の人。喘息の人。
禁忌事項は、カタログ・取扱説明書・添付文書に記載されているほか、体験場にも掲示されており、各メーカーのウェブサイトにも掲載されている。禁忌事項などは、逐次に改定・追加されてきたが、新しい情報を既存購入者・使用者にいかにして知らしめるかが、欧米にはない電位治療器を含む家庭用医療機器の課題の一つとなっている。現在のJIS・認証基準では、就寝時に高電圧で長時間使用ができる機器の製造販売は認められていないが、過去にはそういった使用を前提とした機器の製造販売は認められていた。そういった機器の購入者・使用者への情報伝達や安全の確保も大切であり、また中古業者やネットオークションなどを通じてリサイクルされ行方が不明となった機器や倒産した企業が販売した機器の管理も大事である。現在の法令では、製造販売後安全対策はメーカー（製造販売業）の責任とされ、機器の行方把握、品質、不具合、有効性、副作用などの情報収集等が義務付けられている。
事業者によっては、毎日の継続使用や複数機器の使用と長期連用を勧める場合があるが、使用時間については基準が定められており、取扱説明書・添付文書に記載されている。なお、治療器の濫用使用を勧めるのは問題とされる。これまでのところ問題が発生したという公式の報告や記録は見られない。

## 消費者への流通

### 体験会場
- 平成14年改正薬事法（平成17年4月全面実施）により、管理医療機器販売事業所・店舗に「販売管理者」を設置することが義務付けられた（薬事法施行規則第175条）。販売管理者は医師、薬剤師などの有資格者のほか、1年以上の医療機器の販売業務経験と資格取得講習会を修了した者、一定の学歴要件を満たす者が資格要件となっている。
- 販売管理者は、販売事業所・店舗において従業者の監督、苦情処理、設備・機器の管理、管理に関する帳簿の保管等についての義務と管理責任が課せられる。1年以上の医療機器の販売業務経験があれば1日程度の講習会で資格が取得できるなど医薬品の登録販売者と比較してもまだ緩やかな規制となっている。
- 中国・台湾・韓国・マレーシア・タイ・香港・インドネシアなどでも、日系および現地資本の企業により販売されているが、一部で苦情やトラブルが発生している。台湾では日系メーカーの体験場での販売トークにより、適正な治療を受ける機会が逸させられたため、購入者の死亡につながったとして遺族が訴え、事件となった[17][18]。